# Hilișeu-Horia
Hilișeu-Horia là một xã thuộc hạt Botoșani, România. Dân số thời điểm năm 2002 là 3706 người.